# Чемпионат России по регби 2008
Чемпионат России по регби 2008 года проводился с 11 мая по 28 октября. Чемпионом в шестой раз стал клуб «ВВА-Подмосковье».

## Формат турнира
Турнир проводился по новой схеме, что позволило значительно расширить число участников и географию турнира. 
На первом этапе команды были разбиты на две географические зоны — «Запад» (8 команд) и «Восток» (6 команд). На втором этапе по три лучшие команды из каждой зоны сформировали Суперлигу-2008. Шестерка лучших играла в два круга с разъездами, после чего четыре первых команды разыграли медали чемпионата по системе плей-офф. Полуфиналы и финал игрались до двух побед.
Команды, занявшие после первого этапа чемпионата 4-5 места зонах «Запад» и «Восток», выступали в турнире за 7-10 места чемпионата.
Также в 2008 году отсутствовала высшая лига. Вместо неё команды были разбиты на три региональные подгруппы: Центральный федеральный округ (ЦФО), Юг и Поволжье. Победители в подгруппах сыграли с тремя последними командами (6-8 место) зоны «Запад» за право выступать в Суперлиге на следующий год.

## Участники
Первый этап.
Зона «Восток»
Два круга с разъездами.
Количество туров — 10. Количество матчей — 30.
| Зона «Восток»                                             |
| --------------------------------------------------------- |
| Енисей-СТМ(Красноярск)                                    |
| Красный Яр (Красноярск)                                   |
| РК «Новокузнецк» (Новокузнецк)                            |
| Университет (Чита)                                        |
| РК «Сибирь» (Красноярск)                                  |
| РК «СФУ» (Сибирский федеральный университет) (Красноярск) |

Зона «Запад»
Две группы А и Б.
Два круга с разъездами. Количество туров — 8. Количество матчей — 32.
Стыковочные матчи. А1-Б1, А2-Б2, А3-Б3, А4-Б4. Два матча — дома и на выезде. Количество матчей — 8.
Всего матчей — 40.
| Зона «Запад». Группа А.         |
| ------------------------------- |
| ВВА-Подмосковье (Монино)        |
| Динамо-Дон (Ростовская область) |
| Фили (г.Москва)                 |
| Марьино (Москва)                |

| Зона «Запад». Группа Б. |
| ----------------------- |
| Слава (г.Москва)        |
| Империя-Динамо (Пенза)  |
| Зеленоград (Москва)     |
| Спартак (Москва)        |

## Регламент
За победу во всех матчах Чемпионата России, кроме полуфинальных и финальных, команде начисляется 4 (четыре) очка, за ничью — 2 (два) очка, за поражение — 1 (одно) очко. В случае неявки команды на игру, ей засчитывается поражение со счетом 0:30 и турнирные очки не начисляются.
При подведении итогов первого этапа Чемпионата в случае равенства очков у двух и более команд в группе преимущество получает:
- команда, одержавшая победу в личной встрече между этими командами;
- при ничейном результате — команда, сделавшая большее число попыток в личной встрече между этими командами;
- при равенстве попыток — команда, сделавшая большее число попыток во всех играх первого этапа Чемпионата;
- при равенстве общего числа попыток во всех играх первого этапа Чемпионата — команда, набравшая большее количество игровых очков во всех играх первого этапа Чемпионата;
- при равенстве общего количества игровых очков в играх первого этапа Чемпионата — команда, имеющая меньшее количество удаленных игроков (красная карточка) во всех играх первого этапа Чемпионата;
- при равенстве удаленных игроков — преимущество определяется жребием.

## Зона «Восток»
| Команда     | И  | В  | Н | П  | РИО     | О  |
| ----------- | -- | -- | - | -- | ------- | -- |
| Енисей-СТМ  | 10 | 10 | 0 | 0  | 560-93  | 40 |
| Новокузнецк | 10 | 7  | 0 | 3  | 316-141 | 31 |
| Красный Яр  | 10 | 7  | 0 | 3  | 356-173 | 31 |
| Университет | 10 | 4  | 0 | 6  | 127-379 | 22 |
| Сибирь      | 10 | 3  | 0 | 7  | 141-305 | 19 |
| СФУ         | 10 | 0  | 0 | 10 | 98-506  | 10 |

11 мая (воскресенье)
Енисей-СТМ — СФУ 99:10
12 мая (понедельник)
Красный Яр — Сибирь 61:8
РК Новокузнецк — Университет 68:3
 17 мая (суббота)
СФУ — Университет 11:23
 18 мая (воскресенье) 
Сибирь — РК Новокузнецк 18:26
 20 мая (вторник)
Енисей-СТМ — Красный Яр 33:5
23 мая (пятница)
Енисей-СТМ — РК Новокузнецк 29:11
24 мая (суббота)
СФУ — Красный Яр 7:48
Сибирь — Университет 19:10
30 мая (пятница)
Красный Яр — РК Новокузнецк 23:21
Университет — Енисей-СТМ 0:51
31 мая (суббота)
СФУ — Сибирь 14:18
4 июня (четверг) 
РК Новокузнецк — СФУ 45:6
5 июня (четверг) 
РК Сибирь — Енисей-СТМ 24:40
Университет — Красный Яр 20:44
11 июня (среда)
СФУ — Енисей-СТМ 20:99
 12 июня (четверг) 
РК Сибирь — Красный Яр 5:48
Университет — РК Новокузнецк 13:40
17 июня (вторник)
Университет — СФУ 29:13
18 июня (среда)
Красный Яр — Енисей-СТМ 0:49
19 июня (четверг)
РК Новокузнецк — РК Сибирь 34:0
23 июня (понедельник)
СФУ — Красный Яр 0:78
23 июня (вторник)
РК Новокузнецк — Енисей-СТМ 13:39
27 июня (пятница)
РК Сибирь — СФУ 29:12
30 июня (понедельник) 
РК Новокузнецк — Красный Яр 20:6
Енисей-СТМ — Университет 80:0
03 июля (четверг) 
Енисей-СТМ — РК Сибирь 41:10
06 июля (воскресенье) 
СФУ — РК Новокузнецк 5:38
05 июля (суббота)
Красный Яр — Университет 43:10
01 августа (пятница) 
Университет — Сибирь 29:10

## Зона «Запад». Группа «А»
| Команда         | И | В | Н | П | РИО     | О  |
| --------------- | - | - | - | - | ------- | -- |
| ВВА-Подмосковье | 8 | 7 | 0 | 1 | 582-72  | 29 |
| Динамо-Дон      | 8 | 3 | 0 | 5 | 163-325 | 16 |
| Фили            | 8 | 3 | 0 | 5 | 231-294 | 17 |
| Марьино         | 8 | 1 | 0 | 7 | 91-609  | 11 |

 14 мая (среда)
Марьино — ВВА-Подмосковье 0:113 — перенесенный матч второго круга.
 18 мая (воскресенье) 
ВВА-Подмосковье — Марьино 97:7
Динамо-Дон — Фили 27:20
25 мая (воскресенье)
Динамо-Дон — ВВА-Подмосковье 12:48
26 мая (понедельник)
Фили — Марьино 76:9
01 июня (воскресенье)
Динамо-Дон — Марьино 69:9
02 июня (понедельник) 
Фили — ВВА-Подмосковье 10:96
09 июня (понедельник)
Фили — Динамо-Дон 20:24
15 июня (воскресенье)
ВВА-Подмосковье — Динамо-Дон — перенесен на 25.07 из-за участия сборной в Кубке наций по Регби в Бухаресте.
16 июня (понедельник)
Фили — Марьино 77:9
23 июня (понедельник)
ВВА-Подмосковье — Фили 97:0
23 июня (понедельник)
Марьино — Динамо-Дон — 30:0 Команде Динамо-Дон засчитано поражение и турнирные очки не начислены.
25 июня (среда)
ВВА-Подмосковье — Динамо-Дон 94:7

## Зона «Запад». Группа «Б»
| Команда        | И | В | Н | П | РИО     | О  |
| -------------- | - | - | - | - | ------- | -- |
| Слава          | 8 | 7 | 0 | 1 | 455-97  | 29 |
| Империя-Динамо | 8 | 6 | 0 | 2 | 373-127 | 26 |
| Спартак        | 8 | 3 | 0 | 5 | 70-266  | 17 |
| Зеленоград     | 8 | 2 | 0 | 6 | 109-384 | 14 |

 18 мая (воскресенье) 
Империя-Динамо — Зеленоград 88:6
 19 мая (понедельник) 
Слава — Спартак 83:3
26 мая (понедельник)
Зеленоград — Спартак 3:5
Слава — Империя-Динамо 38:33
01 июня (воскресенье)
Империя-Динамо — Спартак 48:3
02 июня (понедельник) 
Слава — Зеленоград 104:0
09 июня (понедельник) 
Спартак — Слава 3:61
Зеленоград — Империя-Динамо 13:46
16 июня (понедельник) 
Спартак — Зеленоград 12:3
Империя-Динамо — Слава 14:31
23 июня (понедельник) 
Спартак — Империя-Динамо 12:40
Зеленоград — Слава 7:102

## Зона «Запад». Стыковочные матчи
30 июня (понедельник)
- Слава — ВВА-Подмосковье 16:13
- Империя-Динамо — Динамо-Дон 72:5
- Фили — Спартак 15:13
- РК Зеленоград — Марьино 51:8

06 июля (воскресенье)
- ВВА-Подмосковье — Слава 24:20

07 июля (понедельник)
- Динамо-Дон — Империя-Динамо 19:32
- Марьино — Зеленоград 19:26
- Спартак — Фили 19:13

## Суперлига (места 1-6)
| Команда         | И  | В | Н | П  | РИО     | О  |
| --------------- | -- | - | - | -- | ------- | -- |
| ВВА-Подмосковье | 10 | 9 | 0 | 1  | 374-119 | 37 |
| Красный Яр      | 10 | 6 | 0 | 4  | 198-255 | 28 |
| Слава           | 10 | 5 | 1 | 4  | 211-226 | 26 |
| Енисей-СТМ      | 10 | 5 | 0 | 5  | 257-158 | 25 |
| Новокузнецк     | 10 | 4 | 1 | 5  | 168-194 | 23 |
| Империя-Динамо  | 10 | 0 | 0 | 10 | 138-394 | 10 |

10 июля (четверг)
Слава — Империя-Динамо 50:8
13 июля (воскресенье)
Енисей-СТМ — РК Новокузнецк 42:13
15 июля (вторник)
ВВА-Подмосковье — Империя-Динамо 75:7
Слава — Красный Яр 16:15
20 июля (воскресенье)
Империя-Динамо — Красный Яр 19:28
ВВА-Подмосковье — Енисей-СТМ 23:0
21 июля (понедельник)
РК Новокузнецк — Слава 6:9
25 июля (пятница)
Империя-Динамо — Енисей-СТМ 6:41
26 июля (суббота)
Красный Яр — РК Новокузнецк 23:16
31 июля (четверг)
Слава — ВВА-Подмосковье 15:27
01 августа (пятница)
Енисей-СТМ — Красный Яр 10:29
03 августа (воскресенье)
ВВА-Подмосковье — РК Новокузнецк 35:0
06 августа (среда)
Империя-Динамо — РК Новокузнецк 20:24
09 августа (суббота)
ВВА-Подмосковье — Красный Яр 55:20
16 августа (суббота)
РК Новокузнецк — Енисей-СТМ 8:5
18 августа (понедельник)
Империя-Динамо — ВВА-Подмосковье 5:41
19 августа (вторник)
Красный Яр — Слава 28:26
25 августа (понедельник)
Енисей-СТМ — ВВА-Подмосковье 20:27
Слава — РК Новокузнецк 17:17
26 августа (вторник) 
Красный Яр — Империя-Динамо 23:21
31 августа (воскресенье)
ВВА-Подмосковье — Слава 44:13
01 сентября (понедельник)
Енисей-СТМ — Империя-Динамо 43:10
РК Новокузнецк — Красный Яр 12:19
05 сентября (пятница)
РК Новокузнецк — Империя-Динамо 36:10
06 сентября (суббота)
Слава — Енисей-СТМ 22:15
11 сентября (четверг)
Красный Яр — ВВА-Подмосковье 3:33
13 сентября (суббота)
Енисей-СТМ — Слава 34:10
18 сентября (четверг)
РК Новокузнецк — ВВА-Подмосковье 36:14
19 сентября (пятница)
Красный Яр — Енисей-СТМ 10:47
20 сентября (суббота)
Империя-Динамо — Слава 32:33

## Игры за 7-11 место
| Команда     | И | В | Н | П | РИО     | О  |
| ----------- | - | - | - | - | ------- | -- |
| Сибирь      | 8 | 6 | 1 | 1 | 173-89  | 27 |
| Фили        | 8 | 4 | 0 | 4 | 121-148 | 20 |
| Динамо-Дон  | 8 | 4 | 0 | 4 | 94-134  | 19 |
| Университет | 8 | 3 | 0 | 5 | 164-163 | 17 |
| Спартак     | 8 | 2 | 1 | 5 | 106-124 | 14 |

4 августа (понедельник)
Университет — Сибирь 14:20
12 августа (вторник)
Спартак — Фили 18:22
13 августа (среда) 
Университет — Динамо-Дон 33:7
17 августа (воскресенье)
Сибирь — Динамо-Дон 17:3
20 августа (среда) 
Университет — Спартак — матч перенесен на 19.09 в Москву
24 августа (воскресенье)
Сибирь — Спартак 30:0 — матч перенесен. Решением КДК команде Спартак засчитано поражение со счетом 0:30 и турнирные очки не начислены.
27 августа (среда)
Университет — Фили 29:21
31 августа (воскресенье)
Сибирь — Фили 31:10
02 сентября (вторник)
Спартак — Динамо-Дон 26:12 30:0 Решением КДК команде Динамо-Дон было засчитано поражение со счетом 0:30 и турнирные очки не начислены.
04 сентября (четверг) 
Сибирь — Университет 26:22
06 сентября (суббота)
Фили — Динамо-Дон 20:5
14 сентября (воскресенье)
Динамо-Дон — Университет 30:16
15 сентября (понедельник)
Фили — Спартак 10:5
17 сентября (среда)
Спартак — Университет 26:14
19 сентября (пятница) 
Спартак — Университет 7:22
24 сентября (среда)
Динамо-Дон — Сибирь 16:10
Фили — Университет 28:12
28 сентября (воскресенье)
Спартак — Сибирь 17:17
02 октября (четверг)
Фили — Сибирь 7:22
05 октября (воскресенье)
Динамо-Дон — Спартак 7:5
12 октября (воскресенье)
Динамо-Дон — Фили 26:3

## Плей-офф
|  | Полуфинал       | Полуфинал |                   |   | Финал | Финал |
|  |                 |           |                   |   |       |       |
|  |                 |           |                   |   |       |       |
|  |                 |           |                   |   |       |       |
|  | ВВА-Подмосковье | 2         |                   |   |       |       |
|  | ВВА-Подмосковье | 2         |                   |   |       |       |
|  | Енисей-СТМ      | 1         |                   |   |       |       |
|  | Енисей-СТМ      | 1         | ВВА-Подмосковье   | 2 |       |       |
|  |                 |           | ВВА-Подмосковье   | 2 |       |       |
|  |                 | Слава     | 0                 |   |       |       |
|  | Красный Яр      | Слава     | 0                 | 1 |       |       |
|  | Красный Яр      |           |                   | 1 |       |       |
|  | Слава           | 2         |                   |   |       |       |
|  | Слава           | 2         | Матч за 3-е место |   |       |       |
|  |                 |           |                   |   |       |       |
|  |                 |           |                   |   |       |       |
|  |                 |           |                   |   |       |       |
|  | Енисей-СТМ      | 2         |                   |   |       |       |
|  | Енисей-СТМ      | 2         |                   |   |       |       |
|  | Красный Яр      | 0         |                   |   |       |       |

1/2 финала
26 сентября (пятница)
Енисей-СТМ — ВВА-Подмосковье 27:16
Слава — Красный Яр 17:34
02 октября (четверг)
Красный Яр — Слава 26:27
ВВА-Подмосковье — Енисей-СТМ 15:13
06 октября (понедельник)
Красный Яр — Слава 9:9 (дополнительное время 0:0, по ударам по воротам победил РК «Слава» 5:3)
ВВА-Подмосковье — Енисей-СТМ 40:26
Матчи за третье место
12 октября (воскресенье)
Красный Яр — Енисей-СТМ 13:62
18 октября (суббота)
Енисей-СТМ — Красный Яр 48:8
Финал
12 октября (воскресенье)
Слава — ВВА-Подмосковье 14:55
18 октября (суббота)
ВВА-Подмосковье — Слава 45:10

## Самые результативные игроки
| №  | Игрок            | Клуб            | Количество игр | Выходил на замену | Попытки | Реализации | Штрафные | Дроп-голы | Всего очков |
| -- | ---------------- | --------------- | -------------- | ----------------- | ------- | ---------- | -------- | --------- | ----------- |
| 1  | Павел Ершов      | Слава           | 18             | 2                 | 2       | 37         | 37       | 0         | 195         |
| 2  | Давид Кикнадзе   | Новокузнецк     | 15             | 1                 | 5       | 41         | 25       | 0         | 182         |
| 3  | Виктор Моторин   | ВВА-Подмосковье | 11             | 7                 | 2       | 48         | 24       | 0         | 178         |
| 4  | Теймураз Сохадзе | Красный Яр      | 13             | 1                 | 5       | 16         | 36       | 1         | 168         |
| 5  | Валерий Игнатьев | Енисей-СТМ      | 11             | 5                 | 5       | 40         | 13       | 0         | 144         |
| 6  | Сергей Кузин     | Фили            | 15             | 0                 | 8       | 30         | 12       | 1         | 139         |
| 7  | Юрий Кушнарев    | ВВА-Подмосковье | 12             | 0                 | 3       | 23         | 15       | 1         | 109         |
| 8  | Игорь Курашов    | Слава           | 21             | 2                 | 8       | 24         | 7        | 0         | 109         |
| 9  | Сергей Кузьменко | Енисей-СТМ      | 20             | 0                 | 4       | 23         | 0        | 2         | 102         |
| 10 | Сергей Янюшкин   | Империя-Динамо  | 14             | 0                 | 7       | 17         | 8        | 0         | 93          |